# Gustav Sjöberg
Ivar Gustav Albert Sjöberg (Stoccolma, 23 marzo 1913 – Lidingö, 3 ottobre 2003) è stato un calciatore e allenatore di calcio svedese, di ruolo portiere.